# Zuiderdokken
De Zuiderdokken op het Zuid in Antwerpen waren vroeger een onderdeel van de haven van Antwerpen. Aanvankelijk waren er drie: het kooldok, het schippersdok en het steendok. In 1969 werden ze gedempt en als een parking en evenementenruimte gebruikt. Tussen 2017 en 2022 werden twee ondergrondse parkings onder het plein aangelegd en wordt het plein heringericht met recreatiezones en parkgebied.

## Geschiedenis
In de 16de eeuw was op de plaats van de Zuiderdokken een citadel voor Spaanse soldaten. Dit zogeheten 'Zuidkasteel' werd toen gebouwd en zou voor bijna drie eeuwen het uitzicht bepalen. Vanaf 1874 werd gestart met de bouw van de eerste Zuiderdokken.
Hier lagen de binnenschippers rustig, met hun lege of geladen schip in afwachting voor afvaart met een gunstig getijde, naargelang zij noord- of zuidwaarts moesten varen. De noordwestelijk gelegen Zuidersluis lag ongeveer in het midden van het Schippersdok tussen de IJzerenpoortkaai en de Visserskaai. Naargelang het op- of afgaande getij voeren de houten - en later de ijzeren - binnenvaartschepen in of uit de sluis. Het versassingssysteem werkte toen zoals de Bonapartesluis en de Kattendijksluis. Met kaapstanders, hydraulische water-, stoom- en mankracht, hielpen de sasseniers de scheepvaart. In de invaart naar het dok werd er een opening aangehouden om de vrachtschepen gemakkelijker buiten en binnen te laten, en naar een ligplaats te begeven. Aan de Zuiderdokken werden vooral steenkool, stenen, zand en mosselen verscheept. In de volksmond werd al gauw gesproken van de mosselkaai. De Vlaamse Kaai had een doorlopende kade, terwijl de tegenoverliggende Waalse Kaai verbreed was, naargelang de kaden aan het Steen- en Kooldok. Over de Waalse Kaai liep ook een spoorlijntje dat de dokken met de Scheldekaaien verbond. De schepen lagen aan de ene kant van het dok vier schepen breed, terwijl er aan de andere kant maar twee schepen lagen, met in het midden een passagevaargeul. De houten zeilvrachtschepen toen waren maar 4 tot 4,50 meter breed, net als de 'houten waal'. Later kwamen de ijzeren spitsen van 5,05 meter breedte.
In de loop der jaren werden de Zuiderdokken verouderd en te smal voor grotere en bredere schepen. Men besloot ze te dempen omdat de haven noordwaarts groter, moderner en drukker werd. Het laatste schip voer in 1967 het dok uit en startte men de werken om ze te dempen. Deze waren twee jaar later, in 1969 afgerond.

## Gedempte Zuiderdokken
De Gedempte Zuiderdokken vormden een parkeerplaats waar kermissen, circussen en andere grote evenementen konden worden gehouden. Tussen 1969 en 2014 was het de vaste plaats van de jaarlijkse Sinksenfoor. In 2013 kwam er een kort geding dat gestart werd door zes bewoners van de gedempte Zuiderdokken. Zij klaagden dat de Sinksenfoor voor te veel geluidsoverlast zou zorgen en eisten dat deze naar een andere locatie werd verplaatst. Ondanks een verbod van de rechter werd overeengekomen dat de kermis in 2013 en 2014 toch kon doorgaan op de vertrouwde locatie. In 2015 verhuisde de Sinksenfoor uiteindelijk naar Spoor Oost.
De pakhuizen bleven meestal overeind en kregen een andere bestemming: woonblokken, ateliers, tavernes, eethuizen, huisbrouwerij 't Pakhuis en garages. De Vlaamse deelregering bracht het Museum van Hedendaagse Kunst Antwerpen (M KHA) - onder in een oude graansilo aan de Leuvenstraat, die uitkomt aan de Waalse Kaai en het gedempte Schippersdok en anderzijds aan de Cockerillkaai. Er zijn hier twee grote tentoonstellingen te vinden, op de benedenverdieping en op de eerste etage een aantal kleinere tentoonstellingen, videoinstallaties of filmvertoningen. Op de tweede verdieping bevindt zich een cafetaria tussen twee ruime dakterrassen, waar objecten in de open lucht geëxposeerd worden. Werken, die kunstenaars uit de hele wereld sedert 1978 aan de Stichting Gordon Matta-Clark schonken, vormen een aanvulling op de 44 kunstwerken verworven van Belgische en buitenlandse kunstenaars, typerend voor de jaren 80 - zoals Joachim Bandou, Willem Cole, Luc Deleu, Denmark, Hubert Kiefool, Bertrand Lavier, Manfred Müller, David Nash, Michelangelo Pistoletto, Walter Swennen e.a.
Het Zuiderpershuis aan de Waalse Kaai 14, een hydraulische krachtcentrale voor de aandrijving van kranen en het bedienen van de Zuidersluis en de draaibruggen aan de sluis zelf en van het Steen- en Kooldok, herbergde het toneelgezelschap Internationale Nieuwe Scène. De leden voerden soms hun stukken op in een grote circustent op de Gedempte Zuiderdokken.
Aan de Vlaamse Kaai staat nog de Waterpoort. Oorspronkelijk was dit een stadspoort aan de Schelde, op de Vlasmarkt opgericht in 1624 als ereboog voor koning Filips IV van Spanje. De Coninkxpoort of Porta Regia werd waarschijnlijk ontworpen door Peter Paul Rubens en gekapt door Hans van Mildert.
De Zuiderkroon aan de Vlaamse Kaai is een multifunctionele theaterzaal, sinds 2009 in handen van evenementenorganisatie Music Hall Group.

## Heraanleg
Het gebruik als grote (gratis) parkeerruimte van de oppervlakte van de Gedempte Zuiderdokken werd door het Antwerps stadsbestuur rond 2013 als ongewenst beschouwd en dus ontstonden de plannen onder het plein twee grote betalende parkings aan te leggen en het plein terug als recreatiezone her- aan te leggen. De parkings zouden gebouwd worden binnen de oude dokranden van het Kooldok en het Steendok. De grootste ruimte, onder het vroegere centrale Schippersdok, blijft gevrijwaard. Enkel de bovenste 1,5 meter van de dokwanden waren bij het dempen afgebroken, de onderliggende kaaimuren waren goed bewaard en zullen in de parkings ook zichtbaar worden. Elke parking telt vier ondergrondse verdiepingen, het bovenste voor circa 300 fietsenparkeerplaatsen, de drie onderliggende voor circa 2000 wagens. Parkeerplaatsen voor mensen met een beperking en laadplaatsen voor elektrische auto’s en fietsen waren in de plannen voorzien. Boven de ondergrondse niveaus is een grondlaag van 1,5 meter voorzien voor de wortels van de geplande bomen. De parkings zijn bereikbaar op de bestaande parkeerroute langs de Leien en de Scheldekaaien. De inrit voor de zuidelijkste van de twee parkings, Parking Steendok was voorzien in de Namenstraat, de uitrit in de Vervierstraat (naast het Fotomuseum). De inrit voor de noordelijk op het plein gelegen Parking Kooldok is gepland langs de Scheldestraat, de uitrit in de Wapenstraat (naast het M HKA). De voetgangerstoegangen zijn op de rand van het plein, buiten de dokrand. De toegang voor fietsers, met een flauwe trap tussen twee fietsgoten, centraal op het plein. Parkeren op het plein zou voor het zuidelijk deel vanaf eind 2017 onmogelijk worden, voor het noordelijk deel is dit het geval vanaf eind 2020, in 2022 zijn er nog een beperkt aantal bovengrondse parkeerplaatsen die zullen verdwijnen.
Een ruim inspraakproces voor de buurt werd opgestart en succesvol afgerond. De uitvoering van deze plannen werd vervolgens eind 2017 opgestart, maar diende toen de Raad voor Vergunningsbetwistingen de bouwvergunning schorste op vraag van zes omwonenden na enkele maanden stilgelegd te worden. De verzoekers hadden bezwaar ingediend omwille van de te verwachten luchtverontreiniging door verkeer in de zijstraat waar de parking zou uitmonden. De werken lagen van mei 2018 tot november 2019 meer dan een jaar stil, maar nadat het stadsbestuur met de verzoekende partijen in mei 2019 een schikking had getroffen, met meer luchtzuiveringsinstallaties in de parking, meer groen op het plein en een aangepaste verkeerscirculatie, kon de heraanleg met rioleringswerken en het graven van de bouwput voor de eerste van de twee parkings, Steendok, in november 2019 hervatten. De stillegging en aanpassingen verhoogden de bouwkost met meer dan 5 miljoen euro als schadevergoeding voor de aannemer. De coronapandemie zorgde nog voor bijkomende vertraging. Parking Steendok, met ruimte voor 900 wagens en 125 fietsen, kon op 3 december 2020 in gebruik genomen worden. Voor de betaling is zoveel mogelijk cashless en ticketless getracht te stimuleren via nummerplaatherkenning en bestaande parkeerapps. Desondanks gebeuren de meeste afrekeningen nog steeds via ticket. De tweede parking, Kooldok, werd geopend in juli 2022. De concessie voor beide parkings werd door Q-Park verworven, de bouwkost - buiten de schadeclaim - kost de stad Antwerpen niets, deze kost wordt gerecupereerd van de parkeerders. De heraanleg van de voetpaden op de Vlaamsekaai liep in oktober 2022 vertraging en bijkomende kosten op wanneer bij de oplevering beslist werd om de stenen op elke hoek in een ander patroon te zetten. De afwerking van de recreatieve heraanleg van het plein en park, met een kostprijs van 23 miljoen euro, wordt in 2023 verwacht.

Het eerste deel in het meest zuidelijke stuk van het nieuwe park werd op 20 mei 2022 voorgesteld en geopend. Er werden twee speeltuinen, een samentuin, stiltetuin, basketveld en een wandelpromenade tussen bomen en groen aangelegd. De nieuwe naam voor het park is na een stemming Zuidpark geworden, wat op protest stuitte bij een aantal buurtbewoners.

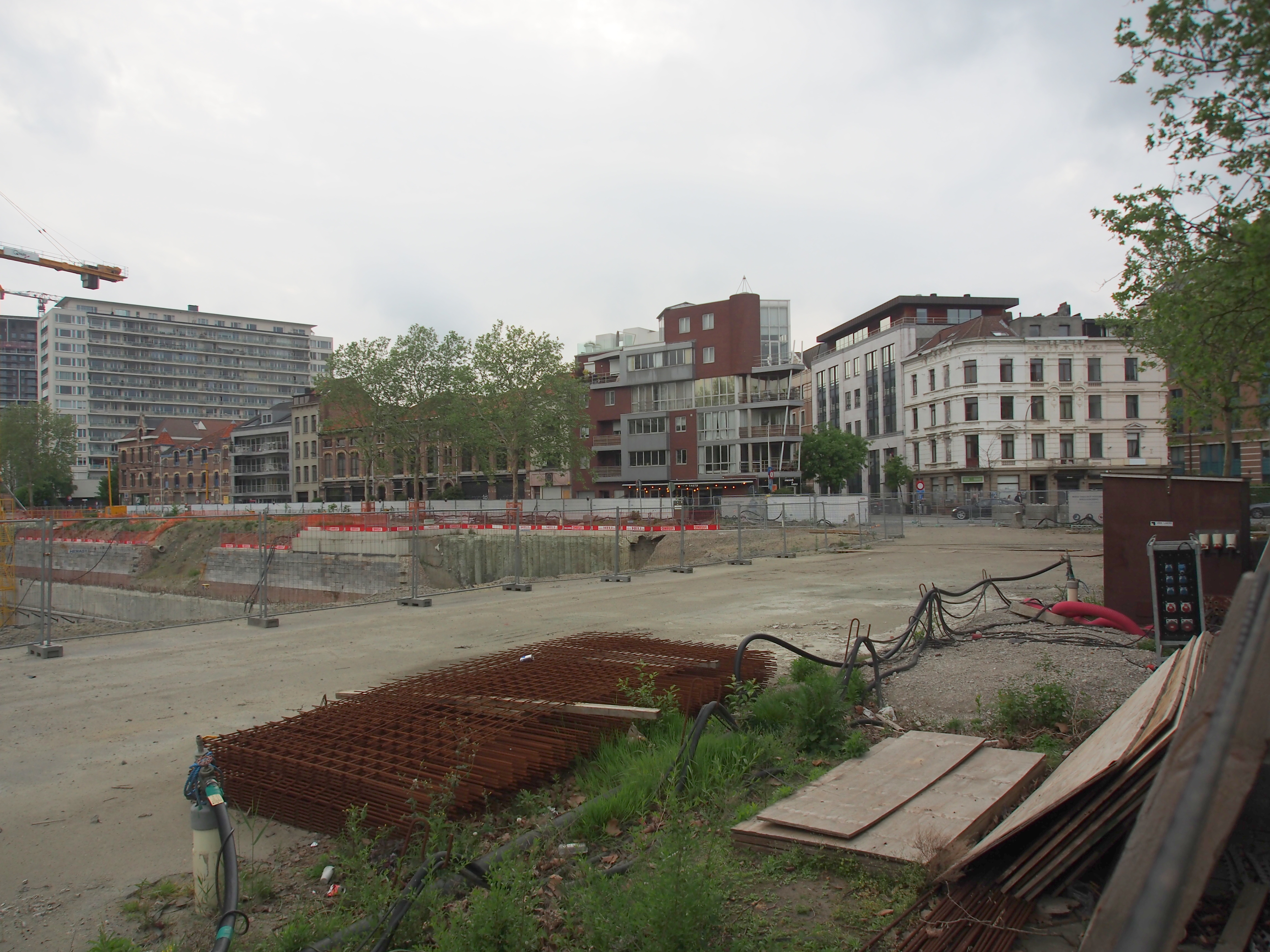
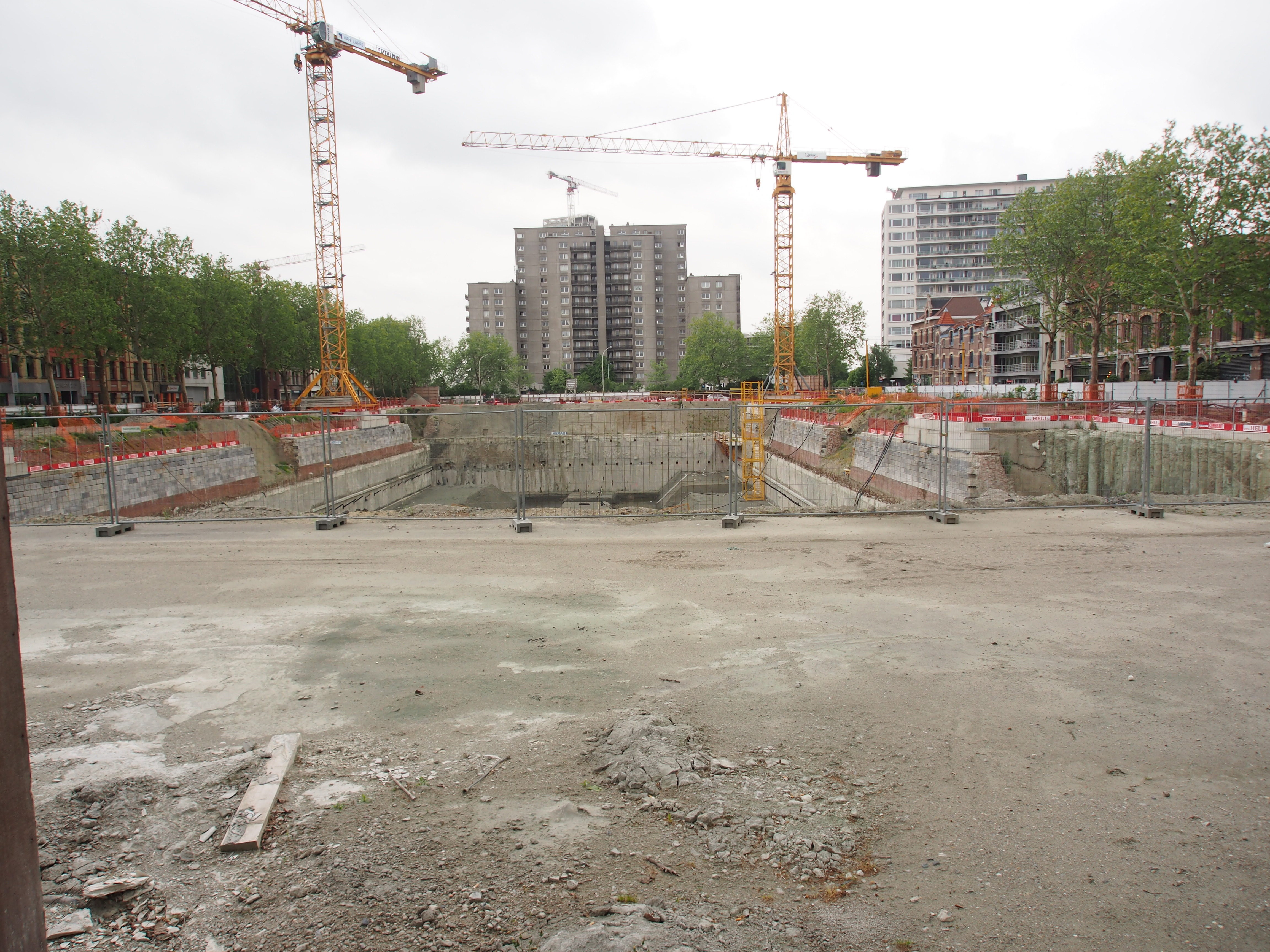
graafwerken voor de parking Steendok
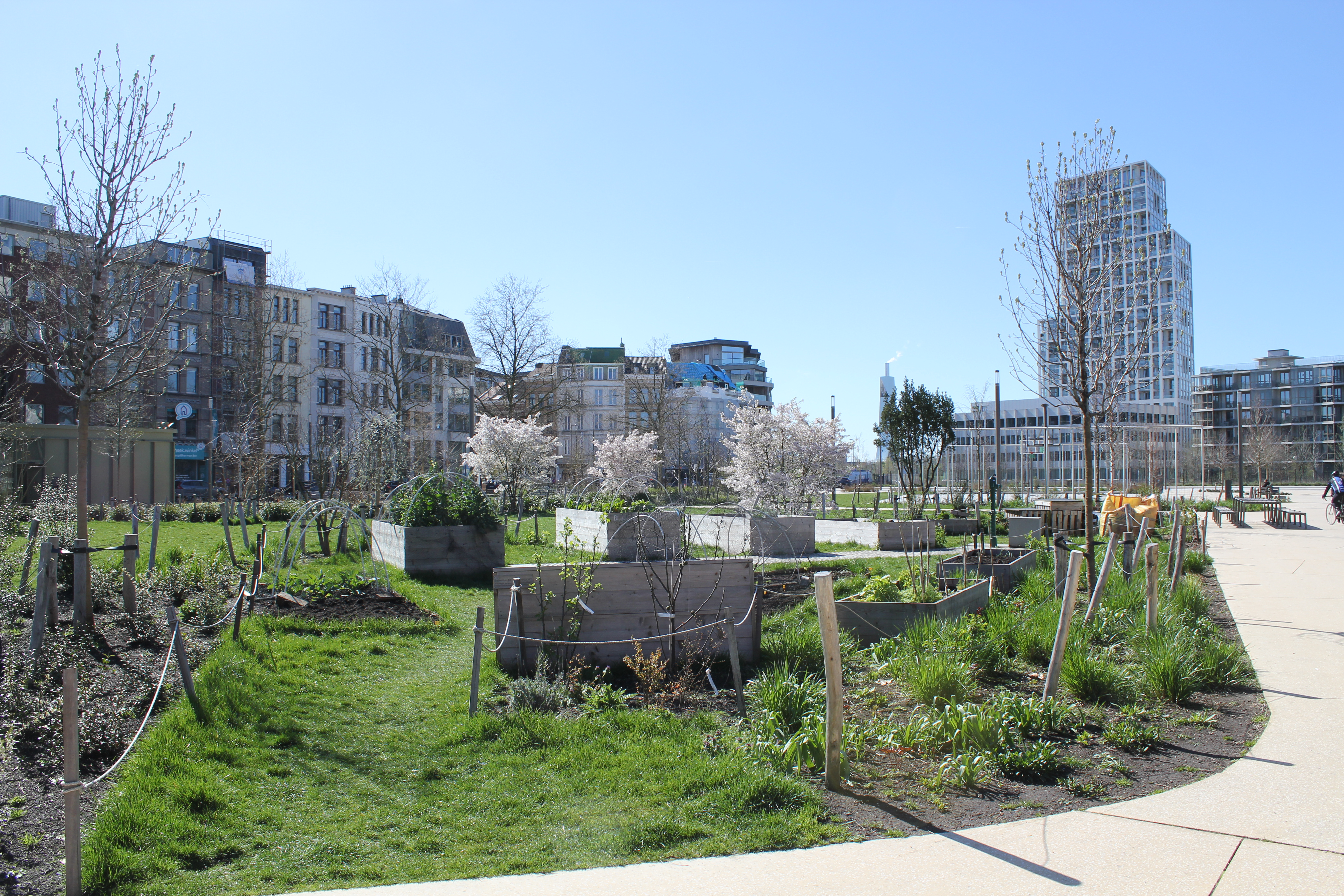
Samentuin (2023)
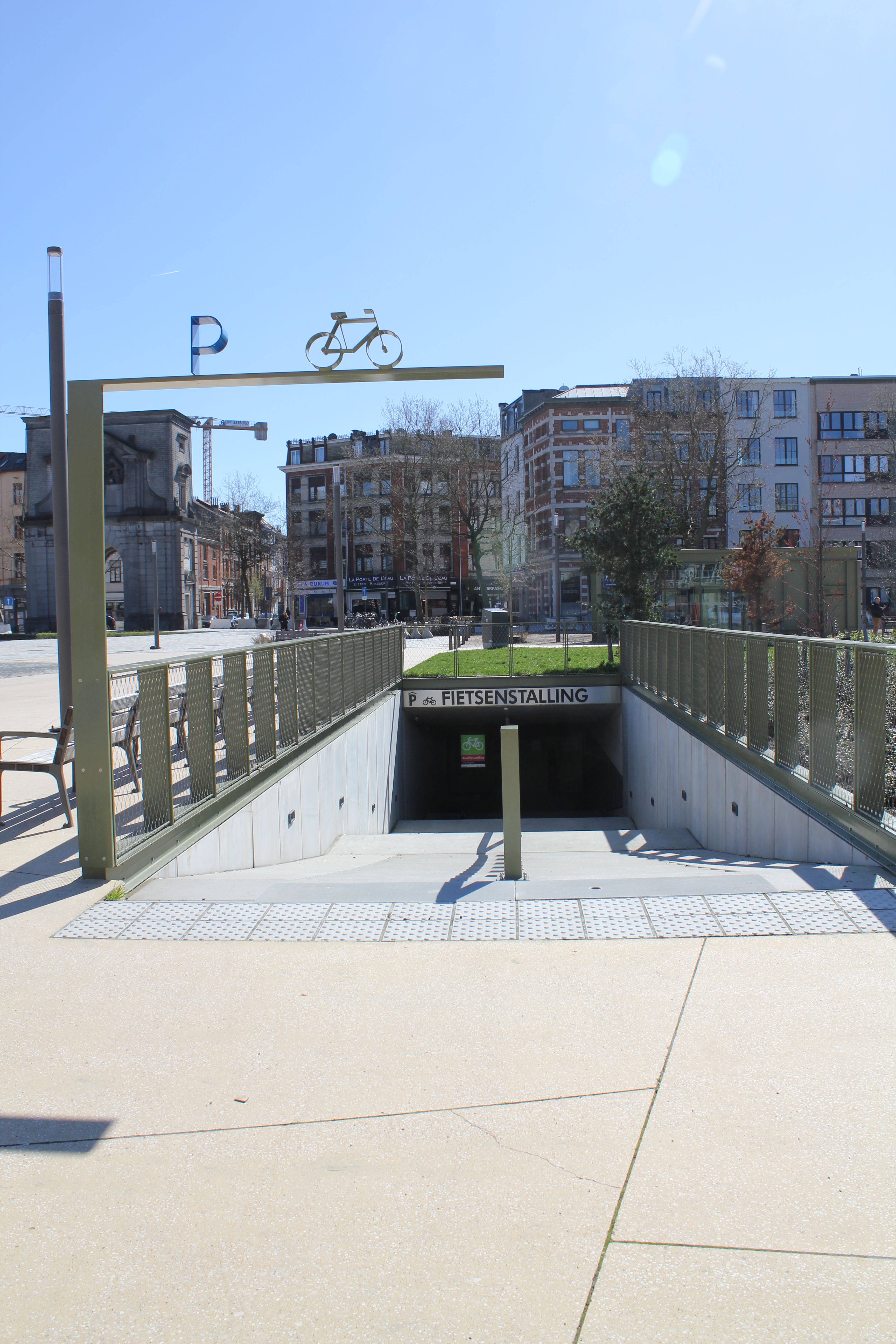
Ondergrondse fietsenstalling (2023)
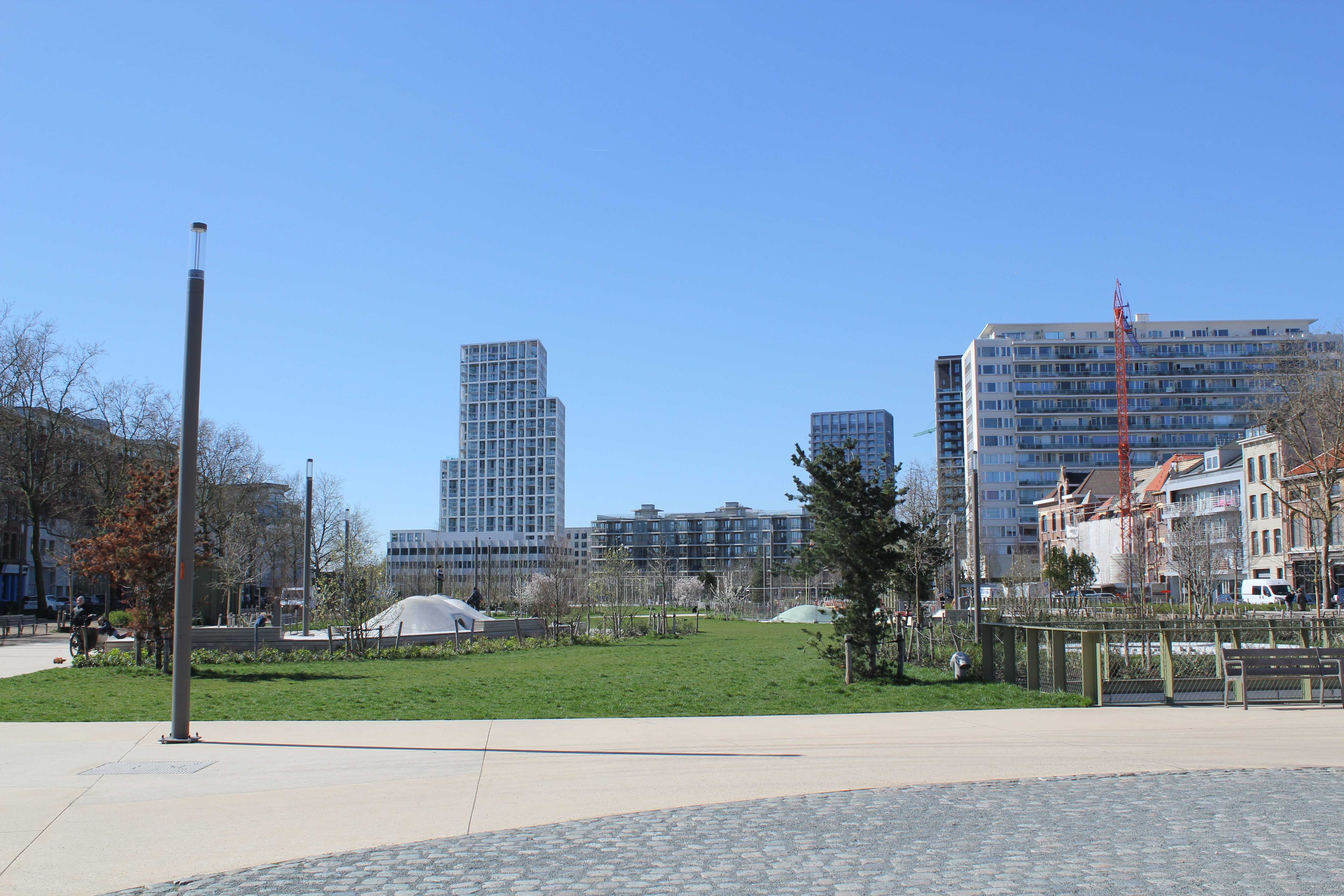
Heraangelegde Zuiderdokken met zicht op Nieuw Zuid (2023)
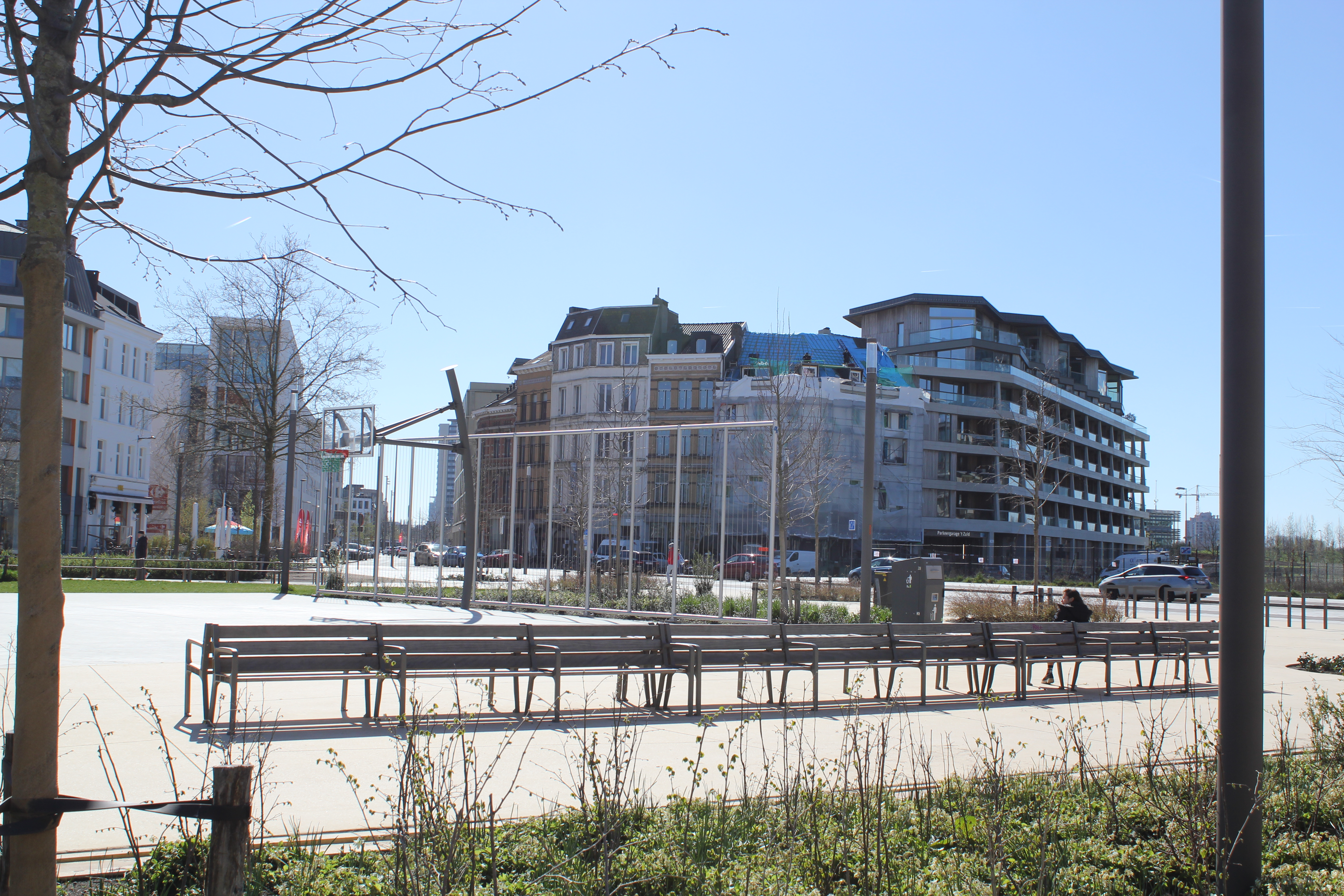
Basketbalveld aan de Gedempte Zuiderdokken (2023)

Op de Antwerpse rechteroever van de Schelde:
Albertdok · Amerikadok · Asiadok · Bevrijdingsdok · Bonapartedok · Churchilldok · Derde Havendok · Eerste Havendok · Graandok · Hansadok · Houtdok · Industriedok · Kanaaldok · 
Kattendijkdok · Kempisch dok · Kooldok · Leopolddok · Lobroekdok · Margueriedok · Marshalldok · Noordschippersdok · Petroleumdok · Sasdok · Schippersdok · Schuildok voor Lichters · Siberiadok · Steendok · Straatsburgdok · Suezdok · Tweede Havendok · Verbindingsdok · Vierde Havendok · Vijfde Havendok · Willemdok · Zesde Havendok · Zuiderdokken
Op de Oost-Vlaamse linkeroever van de Schelde:
Deurganckdok · Doeldok · Noordelijk Insteekdok · Saeftinghedok · Verrebroekdok · Vrasenedok · Waaslandkanaal · Zuidelijk Insteekdok